# La Mézière
La Mézière (en bretó Magoer, en gal·ló La Maézierr) és un municipi francès, situat a la regió de Bretanya, al departament d'Ille i Vilaine. L'any 2006 tenia 3.987 habitants.

## Demografia
| 1962                                       | 1968  | 1975  | 1982  | 1990  | 1999  |
| ------------------------------------------ | ----- | ----- | ----- | ----- | ----- |
| 920                                        | 1.005 | 1.247 | 1.614 | 2.142 | 3.150 |
| Des de 1962: població sense dobles comptes |       |       |       |       |       |

## Administració
| Període   | Identitat           | Partit |
| --------- | ------------------- | ------ |
| 1971-1983 | Gérard Fuselier     |        |
| 1983-2004 | Jean-Louis Tourenne | PS     |
| 2004-     | Gérard Bazin        | PS     |